# Ibalia rufipes
Ibalia rufipes is een vliesvleugelig insect uit de familie van de Ibaliidae. De wetenschappelijke naam van de soort is voor het eerst geldig gepubliceerd in 1879 door Cresson.